# Intel 440ZX

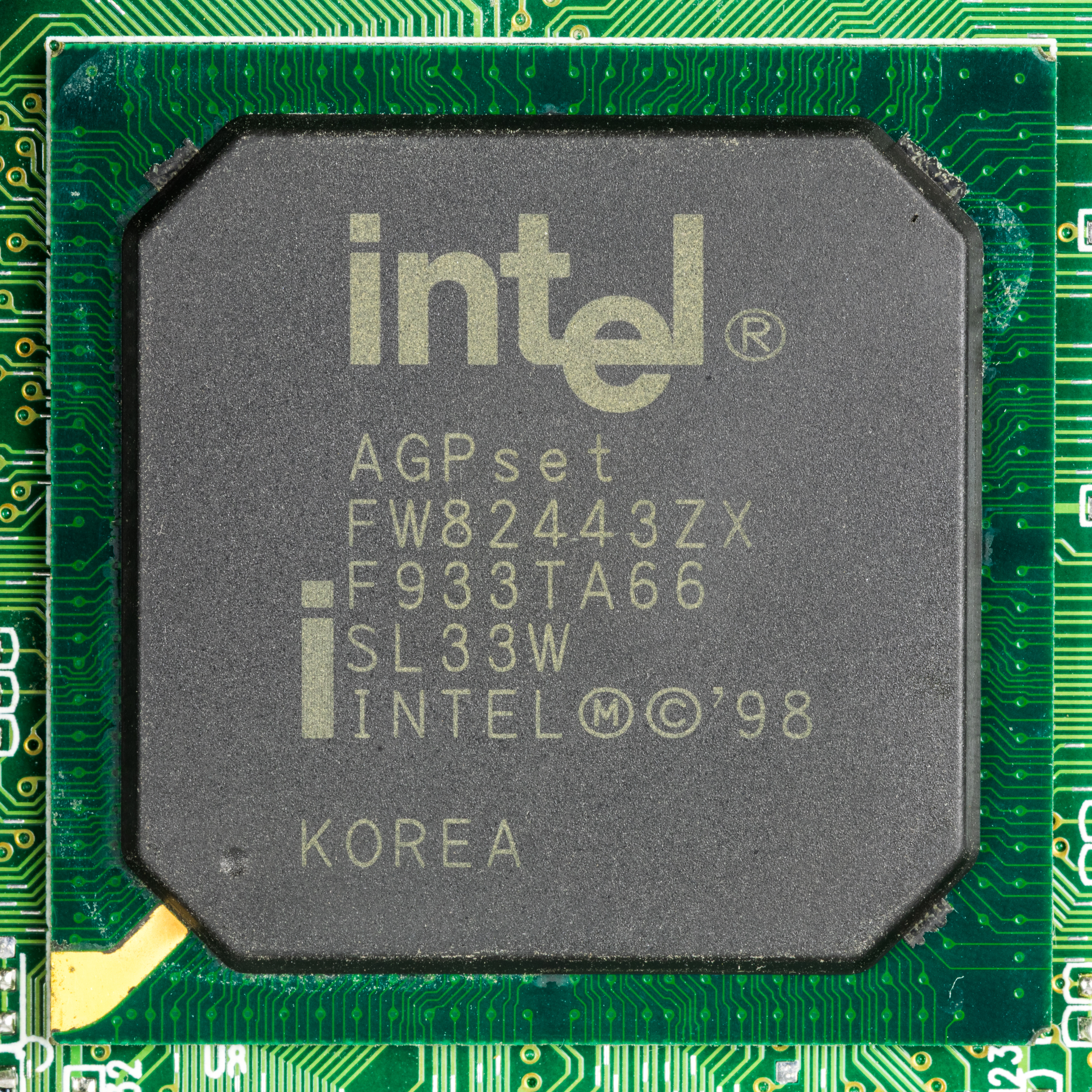
Intel AGPset FW82443ZX

El Intel 440ZX (Intel 82443ZX), también conocido como el i440ZX, es un chipset de Intel que soporta CPUs Pentium II, Pentium III y Celeron. Fue lanzado en abril de 1998.

## Características
El chipset i440ZX es un derivado del i440BX, a igual que i440BX soporta originalmente procesadores Intel P6 en Slot 1 y posteriormente Socket 370 en configuraciones de un solo procesador hasta 1 GHz, Pero carece de soporte de Multiprocesamiento simétrico y el límite de RAM se sitúa en 512 MB (En dos módulos de 256 MB) y dos bancos DIMM.

## i440ZX-66
El 440ZX-66 (Intel 82443ZX-66) es una varinte de i440ZX normal que ha sido diseñado para el procesador Intel Celeron como reemplazo del i440LX e i440EX, está limitado por un FSB a 66 MHz.
- Datos: Q5918602